# 1668 en littérature
| Années de la littérature : 1665 - 1666 - 1667 - 1668 - 1669 - 1670 - 1671    |
| Décennies de la littérature : 1630 - 1640 - 1650 - 1660 - 1670 - 1680 - 1690 |

Cet article présente les faits marquants de l'année 1668 en littérature.

## Événements
- 13 avril : John Dryden succède à William D'Avenant comme poète lauréat du roi Charles II d'Angleterre[1].

## Parutions

### Ouvrages didactiques
- 26 juin : achevé d'imprimer de la première édition des œuvres de Charles de Saint-Évremond, Œuvres meslées, Paris, chez Claude Barbin, 1668 (présentation en ligne).
- 28 octobre : privilège accordé au chevalier De Méré pour Les Conversations, ouvrage publié à Paris la même année chez Edme Martin[2].

- Édition par Du Cange de l’Histoire de saint Louis par Joinville, Paris, Sébastien Mabre-Cramoisy, 1668 (présentation en ligne) (achevé d'imprimer en octobre 1667).

- Jean Mabillon, Acta Sanctorum ordinis Sancti Benedicti : (« Vies des Saints de l'Ordre de saint Benoît »), vol. 1, Paris, Louis Billaine, 1668 (présentation en ligne), premier de neufs volumes publiés de 1668 à 1701.

- John Dryden, Essay of Dramatick Poesie (en) : « Essai sur la poésie dramatique », Londres, Henry Herringman, 1668 (présentation en ligne).

- Recueil de diverses pièces sur les questions du temps de Dominique Bouhours[3].
- John Wilkins, An Essay Towards a Real Character, and a Philosophical Language (en), Londres, S. Gellibrand, 1668 (présentation en ligne).

### Fictions
- 31 mars :  achevé d'imprimer des Fables choisies mises en vers (Livres I à VI) de La Fontaine[4].

- Der abenteuerliche Simplicissimus (« Les Aventures de Simplicius Simplicissimus », 1668-1669), roman picaresque de Hans Jakob Christoffel von Grimmelshausen[5].
- Henry Neville, The Isle of Pines (en), Londres, Allen Banks and Charles Harper, 1668 (présentation en ligne), récit utopique.
- Publication d'une deuxième édition des Satires de Boileau, augmentée de deux morceaux, soit les satires VIII et IX. L'édition originale, composée de sept morceaux, date de 1666[6].

## Naissances
- 13 décembre : Alain-René Lesage, romancier et auteur dramatique français († 17 novembre 1747).